# Emmanuel Excoffier
Exem, de son vrai nom Emmanuel Excoffier, né le 18 décembre 1951 à Genève, est un auteur de bandes dessinées, affichiste, illustrateur et galeriste suisse.

## Biographie
Fils de Jo Excoffier, un des pionniers de la télévision suisse, Emmanuel Excoffier s'est signalé à l'attention publique les 14 et 29 avril 1978 en détournant, avec l'aide de son jeune frère, des affiches d'une campagne publicitaire de l'agence Manpower.
Par la suite il s'est fait connaître par ses parodies de Tintin ou de Blake et Mortimer avec la série Lanceval, des albums de petit format.
En 1996, il est licencié par la Tribune de Genève, ses dessins de presse étant jugés choquants.
À l'hiver 2004-2005, différentes expositions lui sont consacrées, proposant une rétrospective de ses différents travaux, dans cinq lieux genevois (la Villa Bernasconi au Grand-Lancy, la Galerie Papiers Gras à Genève et les bibliothèques municipales genevoises de la Cité, de Saint-Jean et des Pâquis).
En 2009, il ouvre une galerie avec sa femme, Mireille Excoffier, dans le quartier des Eaux-Vives, « Prêt Atout » (elle sera renommée « Séries Rares » en 2011, avant d'être déplacée à Carouge en 2012).
En juin 2014, il publie avec Ariel Herbez le premier volume du catalogue qui liste toutes les affiches et tirages limités réalisés pendant la période 1978-1990. Cette publication est aussi l'occasion pour Exem d'exposer les affiches marquantes de la période couverte. Sept volumes supplémentaires suivent, au rythme de deux par année accompagnés à chaque fois d'une exposition. Pour la sortie du huitième volume La valse des géants, une seconde exposition est organisée au Musée de Carouge retraçant les 40 ans d'activité d'Exem.

## Affichiste
Exem aurait réalisé plus de 300 affiches, souvent à la demande d’organisations ou de partis dans le cadre de campagne de votations. Son style est la « ligne claire », il affirme : « J'ai appris à lire avec Tintin (…) Hergé, c'est comme Mozart, cela m'a complètement envahi ». Il réalise sa première affiche politique en 1988, contre la destruction des Bains des Pâquis, représentant une pieuvre broyant les infrastructures. 
Les affiches d’Exem sont peuplées de références, par exemple : l’œuvre de Jorge Luis Borges, le Moïse de Michel-Ange portant les tables de la loi (Christoph Blocher lors de la votation sur le durcissement de la loi à l’égard des étrangers), le Nosferatu de Murnau (1922) (projet d’agrandissement du Musée d’art et d’histoire en 2016), le Bûcheron de Hodler (projet d’abattage d'arbres sur la Plaine de Plainpalais en 2016). Les projets des adversaires sont souvent représentés par un monstre comme la pieuvre, Nosferatu ou encore Godzilla.

## Œuvres
Scénario et dessins :
- 1985 : Le Jumeau maléfique (Lanceval n°1), éditions Tchang, Genève
- 1985 : Zinzin maître du monde (Lanceval n°2), éditions Tchang, Genève
- 1994 : Le Secret du pyrophone, éditions La Croix-Rouge genevoise, Genève
- 1998 : Les Algues d'Abaddon, édité par L'Association pour la Sauvegarde du Léman, Genève
- 1998 : Faites vos vœux (Lanceval n°3), éditions Dèche, Genève
- 2002 : La Bibliothèque infernale (Lanceval n°4), éditions Dèche, Genève
- 2003 : Les Casseurs d'oreilles (Lanceval n°5), éditions Dèche, Genève
- 2003 : Les Vœux sont faits (Lanceval n°6), éditions Dèche, Genève
- 2004 : Zinzin, Hors-série spécial Noël - Zinzin prend le 15, Exem, Genève
- 2006 : Éthique ?, Collectif avec Pierre Wazem, Tom Tirabosco, Nadia Raviscioni, Isabelle Pralong, Drozophile, Genève
- 2008 : Vœux interdits (Lanceval n°7), éditions Dèche, Genève
- 2008 : L'ombre de la ligne claire (Lanceval n°8), éditions Dèche, Genève
- 2009 : Au clair de la ligne (Lanceval n°9), éditions Dèche, Genève
- 2011 : Vœux d'artifice (Lanceval n°10), éditions Dèche, Genève
- 2011 : Ligne claire et noirs desseins (intégrale Lanceval n°7-9), éditions Dèche, Genève

Scénario :
- 1998 : Les Héritiers du serpent, dessins de Enrico Marini
- 2001 : Éclats d'âme, dessins de Lawrence, Drozophile (Coll. Maculatures), Genève

Dessins :
- 2001 : Qui s'y frotte ne s'y pique pas forcément : Guide pratique pour les professions occasionnellement concernées par les personnes s'injectant des drogues, Groupe Sida Genève, 16 p.

## Expositions
- Exposition de dessins et sérigraphies, mise en vente et réalisation en direct d’une bande dessinée, à la pinacothèque des Eaux-Vives, décembre 2008.

- Expositions associées à la parution de chaque volume de rétrospective
  1. Le grand plongeon, affiches 1978-1990, juin 2014.
  2. Sur les chapeaux de roues, affiches 1991-1994, à la galerie Séries Rares et au Théâtre de Carouge pour les grands formats, novembre 2014.
  3. Et vogue la galère, affiches 1995-1998, 2015.
  4. Un train d'enfer, affiches 1999-2002, 2015.
  5. La marque fatidique, affiches 2003-2006, 2016.
  6. Embarquement immédiat, affiches 2007-2010, à la galerie Séries Rares en collaboration avec le Théâtre de Carouge, novembre 2016.
  7. Sous le signe de la ligne, affiches 2011-2014, 2017.
  8. La Valse des géants, affiches 2015-2017, à la galerie Séries Rares, 2018.

- « EXEM – 40 ans d’affiches », sélection d’une soixantaine d’affiches exposées au musée de Carouge, en parallèle avec « La Valse des géants », janvier-mars 2018[4],[5]